# Wabasha County
Wabasha County is een county in de Amerikaanse staat Minnesota.
De county heeft een landoppervlakte van 1.360 km² en telt 21.610 inwoners (volkstelling 2000). De hoofdplaats is Wabasha.

## Bevolkingsontwikkeling

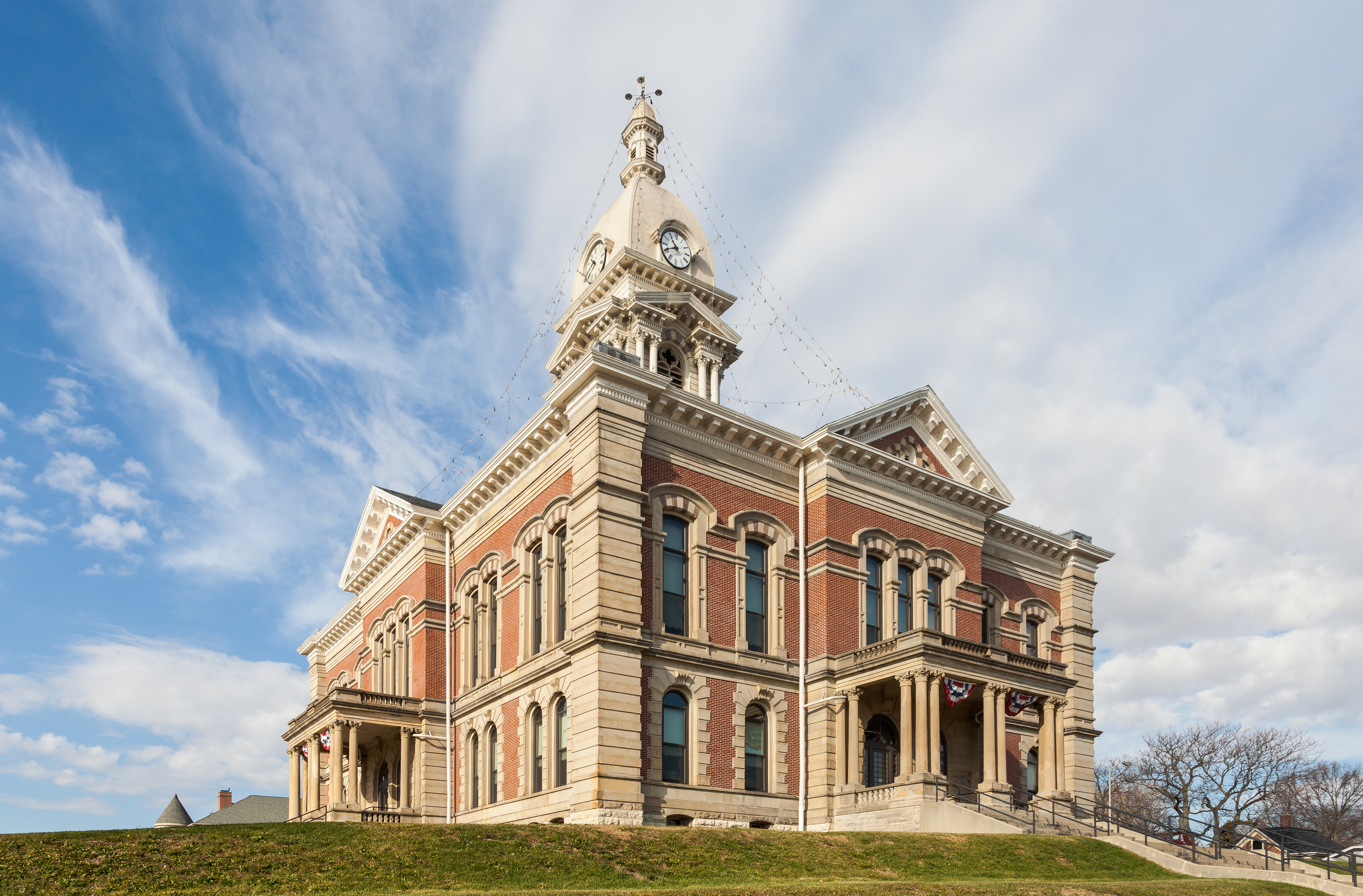
Wabasha County Courthouse